# Antonio Ferrera
Pour les articles homonymes, voir Ferrera (homonymie).
 (avril 2024).
Antonio Ferrera, né le 19 février 1978 à Bunyola (Espagne, Îles Baléares), est un matador espagnol.

## Présentation
Antonio Ferrera, à ses débuts connu surtout pour ses poses de banderilles ; explosif les palos en main, il fait se lever des arènes entières. Courageux, il en a souvent payé les frais avec de nombreuses blessures, parfois restant même dans l'arène en étant blessé pour aller jusqu'au bout du combat,
Bien que certains n'hésitaient pas à le dire   « tricheur » ou pueblerino, lui reprochant parfois une certaine vulgarité, il n'a jamais rechigné à affronter des élevages durs, ni à se battre devant des bêtes plus hautes que lui en livrant des combats tel un gladiateur, mais, durant ces dernières années, notamment 2018 et surtout 2019, c'est un autre torero que le public, dans sa majorité, découvre, à son légendaire courage s'ajoute une autre approche d'une tauromachie qu'il créée au cours de lidias issues d'un répertoire unique à l'opposé des « canons » habituels, les succès s'enchaînent dans les plus grandes arènes qui s'ouvrent devant lui, le classant dans une catégorie spéciale.[réf. nécessaire]

## Carrière
- Débuts en novillada sans picadors : 15 août 1993 à Dax (France, département des Landes). Becerros de  la ganadería de Baltasar Ibán.
- Débuts en novillada avec picadors : Saragosse (Espagne) le 5 février 1995, aux côtés de Mari Paz Vega et « Luisito ». Novillos des ganaderías de Sánchez Arjona et de La Quinta.
- Présentation à Madrid : 21 avril 1995 aux côtés de « Niño Belen » et Carlos Pacheco. Novillos de  la ganadería de La Quinta.
- Alternative : Olivenza (Espagne province de Badajoz) le 2 mars 1997. Parrain, Enrique Ponce ; témoin « Pedrito de Portugal ». Taureaux de  la ganadería de Victorino Martín.
- Confirmation d’alternative à Madrid : 28 mars 1999. Parrain, Miguel Rodríguez ; témoin Javier Vázquez. Taureaux de la ganadería de Carriquiri.
- Confirmation d’alternative à Mexico : 17 novembre 2002. Parrain, Manuel Espinoza « Armillita » ; témoin, Leopoldo Casasola. Taureaux de  la ganadería de Carranco.